# Municipio de Wapella
El municipio de Wapella (en inglés: Wapella Township) es un municipio ubicado en el condado de DeWitt en el estado estadounidense de Illinois. En el año 2010 tenía una población de 944 habitantes y una densidad poblacional de 12,54 personas por km².

## Geografía
El municipio de Wapella se encuentra ubicado en las coordenadas 40°14′31″N 88°58′18″O / 40.24194, -88.97167. Según la Oficina del Censo de los Estados Unidos, el municipio tiene una superficie total de 75.29 km², de la cual 75,28 km² corresponden a tierra firme y (0,01 %) 0,01 km² es agua.

## Demografía
Según el censo de 2010, había 944 personas residiendo en el municipio de Wapella. La densidad de población era de 12,54 hab./km². De los 944 habitantes, el municipio de Wapella estaba compuesto por el 98,2 % blancos, el 0,42 % eran afroamericanos, el 0,11 % eran asiáticos, el 0,42 % eran de otras razas y el 0,85 % eran de una mezcla de razas. Del total de la población el 1,91 % eran hispanos o latinos de cualquier raza.